# Arquifonema
Arquifonema é uma classe de fonemas que perderam a sua capacidade de distinguir vocábulos. 
Quando dizemos 'mata' e 'nata', o 'm' e o 'n' são fonemas porque distinguem vocábulos. Um fonema é um conjunto de sons. Por exemplo, o <r> inicial de <rato> pode soar como um h aspirado [h], como na palavra inglesa 'have' (ter); pode soar como uma consoante gutural ou velar ([x], [ɣ], [χ] ou [ʁ]), semelhante ao ruído que se faz quando se limpa a garganta para escarrar; pode soar com a língua batendo nos alvéolos [ɾ], como fazem os paulistas etc. Todas essas pronúncias possíveis do <r> inicial são simbolizadas assim: /r/. Esse símbolo representa todas as pronúncias possíveis do <r>, mesmo as que não descrevemos aqui. O símbolo /r/ representa, portanto, não um som, mas uma classe de sons, que tem a função de distinguir vocábulos. O /r/ inicial é fonema porque distingue os vocábulos 'rato' e 'pato', por exemplo. Também o /p/ é um fonema, porque distingue 'pato' de 'mato', por exemplo.
Há casos, no entanto, em que dois fonemas diferentes perdem sua função de distinguir vocábulos. Por exemplo: o r simples [ɾ] entre vogais é um fonema, porque distingue o vocábulo 'caro' de 'carro'. Mas, em final de sílaba, os dois r, o simples [ɾ] e o múltiplo [r], deixam de ter função distintiva e podem ser pronunciados um no lugar do outro. Por exemplo, podemos pronunciar o <r> de 'mar' seja como uma consoante batida ou flap (r simples) [ɾ], seja como uma velar ou alveolar (r múltiplo) [r]. Dizemos então que houve uma neutralização, isto é, os dois r se neutralizaram, perderam sua função distintiva. Temos então o arquifonema, isto é, uma classe de fonemas (assim como o fonema é um conjunto de sons, o arquifonema é um conjunto de fonemas), que é representada por uma letra maiúscula entre barras: /R/. Da mesma forma, o <m> e o <n>, em final de sílaba ou antes de pausa, não distinguem palavras: o <m> de 'quem', por exemplo, soa palatal antes de vogal: 'quem é' soa 'quenhé' (por isso não há diferença fônica entre 'nem um' e 'nenhum' ou entre 'sem hora' e 'senhora'); o <m> de 'um' soa velar, como a nasal [ŋ] do inglês ring', em 'um amigo' (o a é vogal velar); o <m> de 'um' soa bilabial [m] antes de 'pote', por influência do [p] que é bilabial: 'um pote'; o <m> de 'um' soa dental [n] antes de 'dote', por influência do [d] que é dental: 'um dote' etc.
As alterações por que passam os fonemas em sua articulação podem, em determinadas circunstâncias, neutralizar a real oposição entre eles. O arquifonema corresponde acusticamente a um dos fonemas neutralizados ou é o dominador comum de todos eles, contendo apenas os traços distintivos em comum. Em português, como mostra a comutação "assa" /ˈa.sa/, "asa" /ˈa.za/, "acha" /ˈa.ʃa/ e "haja" /ˈa.ʒa/, é possível que essa oposição se neutralize quando esse fonema ocorre em final de sílaba ou de palavra. No exemplo da palavra "quis" /ˈkiS/, devemos usar o arquifonema /S/ para o fonema final, já que ele pode ser realizado como cada um dos sons da comutação citada acima, sem que exista a mesma oposição entre eles. O arquifonema é transcrito entre barras transversais, tendo, portanto, um status fonêmico.